# Живи и здрави
Живи и здрави је  црногорски филм из 2023. године у режији и по сценарију Ивана Мариновића. 
Премијера филма je одржана на филмском фестивалу у Талину 2023 године.
Биоскопска дистрибуција је кренула од 31. јануара (у Црној Гори) и 6. фебруара 2024 године (у Србији).

## Радња
Ова живописна медитеранска комедија почиње када Драгана, бунтовна млада, само два дана пред венчање одлучи да ипак не жели да се уда.
А све је спремно: родбина позвана, поклони купљени, пршуни исфетани. За оца породице Леса, нема говора о отказивању. Његова сурова природа ће натерати младенце да се свадба ипак деси, а сутрадан нека се разилазе ако треба. Младожења Момо се не предаје и бориће се до краја да млада не оде, те тако креће највећа фарса икад приређена на полуострву, зачињена великом количином наоружања и динамита, како традиција и обичаји налажу.

## Улоге
| Глумац                  | Улога                    |
| ----------------------- | ------------------------ |
| Тихана Лазовић          | Драгана                  |
| Горан Славић            | Момо                     |
| Горан Богдан            | кум Здравко              |
| Сњежана Синовчић-Шишков | Даница                   |
| Момчило Пићурић         | Лесо                     |
| Дејан Ђоновић           | Слободан                 |
| Мирјана Јоковић         | Зорица                   |
| Драгана Дабовић         | кума Мила                |
| Никола Ристановски      | стриц                    |
| Милош Пејовић           | Акиле                    |
| Сејдо Алилај            | Боби                     |
| Омар Бајрамспахић       | Мили                     |
| Лара Драговић           | најбоља риба на свадби   |
| Филип Клицов            | Јанко Мазор              |
| Зоран Зоро Мартинети    | стари сват Владо         |
| Тамара Драгичевић       | матичарка                |
| Стефан Вуковић          | фотограф                 |
| Димитрије Живановић     | Драганин брат            |
| Бранка Кнежевић         | старија колегиница       |
| Данило Бабовић          | одборник                 |
| Маша Славић             | Драганина и Момова ћерка |
| Марушка Драшковић       | тетка                    |
| Андреа Марић            | медицинска сестра        |
| Стојан Тафра            | пусти сват               |
| Љиљана Стјепановић      | госпођа на јахти         |